# Embajadores (Madrid)
Embajadores és un dels sis barris que formen el districte Centro de Madrid. Dins la delimitació del barri s'hi troba Lavapiés, considerat per molts com un barri propi. Limita a l'oest amb el barri de Palacio, al nord amb el barri de Sol, ambdós del districte Centro; al sud amb els barris de Las Acacias i Palos de la Frontera (Arganzuela), i a l'oest amb el barri de Cortes (Centro).
Els carrers limítrofs són el carrer Toledo a l'est, les Rondes de Toledo, València i Atocha al sud, a l'oest el carrer Atocha i al nord el carrer Magdalena i el carrer del Duque de Alba.